# PGC 42737
LEDA/PGC 42737 ist eine elliptische Zwerggalaxie vom Hubble-Typ dE4 im Sternbild Jungfrau auf der Ekliptik. Sie ist schätzungsweise 74 Millionen Lichtjahre von der Milchstraße entfernt. Die Galaxie ist unter der Katalognummer VCC 1942 als Mitglied des Virgo-Galaxienhaufens gelistet.

Im selben Himmelsareal befinden sich u. a. die Galaxien NGC 4640, NGC 4641, IC 3663, IC 3710.